# نیروی زمینی امپراتوری ژاپن
نیروی زمینی امپراتوری ژاپن بخشی از نیروهای مسلح امپراتوری ژاپن بین سال‌های ۱۸۶۷ تا ۱۹۴۵ میلادی بود که مسئولیت عملیات‌های زمینی را بر عهده داشت. این اداره توسط دفتر ستاد ارتش امپراتوری ژاپن و وزارت ارتش ژاپن کنترل می‌شد، که هر دوی آنها به‌طور اسمی تابع امپراتور ژاپن (به عنوان فرمانده عالی ارتش و نیروی دریایی امپراتوری ژاپن) بودند.